# Superserien 2019
La Superserien 2019 è la 35ª edizione del campionato di football americano di primo livello, organizzato dalla SAFF.
I Göteborg Marvels si sono ritirati poco prima dell'inizio del torneo per iscriversi alla Division 1; hanno quindi perso tutti gli incontri di Superserien 1-0 a tavolino.

## Squadre partecipanti
| Club                    | Città     | Stadio | Sponsor ufficiale | Risultato nella stagione 2018 |
| ----------------------- | --------- | ------ | ----------------- | ----------------------------- |
| Carlstad Crusaders      | Karlstad  |        |                   |                               |
| Göteborg Marvels        | Göteborg  |        |                   |                               |
| Örebro Black Knights    | Örebro    |        |                   |                               |
| Stockholm Mean Machines | Stoccolma |        |                   |                               |
| Uppsala 86ers           | Uppsala   |        |                   |                               |

## Stagione regolare

### Calendario

#### 1ª giornata
| Stoccolma 6 aprile 2019, ore 15:00 | Stockholm Mean Machines | 33 – 13 referto | Carlstad Crusaders | Zinkensdamms Idrottsplats |

#### 2ª giornata
| Örebro 13 aprile 2019, ore 15:00 | Örebro Black Knights | 21 – 7 referto | Uppsala 86ers | Behrn Arena |

| 13-14 aprile 2019 | Göteborg Marvels | 0 – 1 (a tavolino) | Carlstad Crusaders |  |

#### 3ª giornata
| Karlstad 22 aprile 2019, ore 15:00 | Carlstad Crusaders | 46 – 0 referto | Örebro Black Knights | Tingvalla IP |

| 19-22 aprile 2019 | Stockholm Mean Machines | 1 – 0 (a tavolino) | Göteborg Marvels |  |

#### 4ª giornata
| 27-28 aprile 2019 | Göteborg Marvels | 0 – 1 (a tavolino) | Uppsala 86ers |  |

#### 5ª giornata
| Stoccolma 4 maggio 2019, ore 15:00 | Stockholm Mean Machines | 23 – 7 referto | Örebro Black Knights | Zinkensdamms Idrottsplats |

| Karlstad 5 maggio 2019, ore 15:00 | Carlstad Crusaders | 33 – 7 referto | Uppsala 86ers | Tingvalla IP |

#### 6ª giornata
| Uppsala 10 maggio 2019, ore 19:00 | Uppsala 86ers | 0 – 20 | Stockholm Mean Machines | Österängens IP |

| 11-12 maggio 2019 | Örebro Black Knights | 1 – 0 (a tavolino) | Göteborg Marvels |  |

#### 7ª giornata
| Stoccolma 17 maggio 2019, ore 19:00 | Stockholm Mean Machines | 34 – 6 referto | Uppsala 86ers | Zinkensdamms Idrottsplats |

| Örebro 18 maggio 2019, ore 15:00 | Örebro Black Knights | 13 – 27 referto | Carlstad Crusaders | Behrn Arena |

#### 8ª giornata
| 25-26 maggio 2019 | Göteborg Marvels | 0 – 1 (a tavolino) | Stockholm Mean Machines |  |

| Uppsala 25 maggio 2019, ore 19:00 | Uppsala 86ers | 25 – 6 referto | Örebro Black Knights | Österängens IP |

#### 9ª giornata
| Örebro 1º giugno 2019, ore 15:00 | Örebro Black Knights | 7 – 28 referto | Stockholm Mean Machines | Behrn Arena |

| 1º-2 giugno 2019 | Carlstad Crusaders | 1 – 0 (a tavolino) | Göteborg Marvels |  |

#### 10ª giornata
| 8-9 giugno 2019 | Göteborg Marvels | 0 – 1 (a tavolino) | Örebro Black Knights |  |

| Uppsala 7 giugno 2019, ore 19:00 | Uppsala 86ers | 6 – 50 | Carlstad Crusaders | Österängens IP |

#### 11ª giornata
| 15-16 giugno 2019 | Uppsala 86ers | 1 – 0 (a tavolino) | Göteborg Marvels |  |

| Karlstad 16 giugno 2019, ore 15:00 | Carlstad Crusaders | 14 – 37 referto | Stockholm Mean Machines | Tingvalla IP |

### Classifica
La classifica della regular season è la seguente:
- PCT = percentuale di vittorie, G = partite giocate, V = partite vinte,  P = partite perse, PF = punti fatti, PS = punti subiti

| Pos. | Squadra                 | PCT   | G | V | N | P | PF  | PS  |
| ---- | ----------------------- | ----- | - | - | - | - | --- | --- |
| 1    | Stockholm Mean Machines | 1.000 | 8 | 8 | 0 | 0 | 177 | 47  |
| 2    | Carlstad Crusaders      | .750  | 8 | 6 | 0 | 2 | 185 | 96  |
| 3    | Uppsala 86ers           | .375  | 8 | 3 | 0 | 5 | 53  | 164 |
| 4    | Örebro Black Knights    | .375  | 8 | 3 | 0 | 5 | 55  | 156 |
| -    | Göteborg Marvels        | .000  | 8 | 0 | 0 | 8 | 0   | 8   |

## Playoff

### Tabellone
|  | Semifinali | Semifinali              | Semifinali |                    |    | XXXIV SM-Finalen        | XXXIV SM-Finalen | XXXIV SM-Finalen |  |
|  |            |                         |            |                    |    |                         |                  |                  |  |
|  | 1          | Stockholm Mean Machines | 31         |                    |    |                         |                  |                  |  |
|  | 1          | Stockholm Mean Machines | 31         |                    |    |                         |                  |                  |  |
|  | 4          | Örebro Black Knights    | 6          |                    |    |                         |                  |                  |  |
|  | 4          | Örebro Black Knights    | 6          |                    | 1  | Stockholm Mean Machines | 49               |                  |  |
|  |            |                         |            |                    | 1  | Stockholm Mean Machines | 49               |                  |  |
|  |            |                         | 2          | Carlstad Crusaders | 35 |                         |                  |                  |  |
|  | 3          | Uppsala 86ers           | 2          | Carlstad Crusaders | 35 | 32                      |                  |                  |  |
|  | 3          | Uppsala 86ers           |            |                    |    |                         |                  |                  |  |
|  | 2          | Carlstad Crusaders      | 65         |                    |    |                         |                  |                  |  |

### Semifinali
| Stoccolma 29 giugno 2019, ore 15:00 | Stockholm Mean Machines | 31 – 6 | Örebro Black Knights | Zinkensdamms Idrottsplats |

| Karlstad 29 giugno 2019, ore 17:00 | Carlstad Crusaders | 65 – 32 | Uppsala 86ers | Tingvalla IP |

### XXXIV SM-Finalen
| 6 luglio 2019, ore 19:00 | Stockholm Mean Machines | 49 – 35 | Carlstad Crusaders | Borås Arena |

## Verdetti
- Stockholm Mean Machines Campioni della Svezia 2019 (13º titolo)